# حلة ضغط كهربائية
حلة ضغط كهربائية أو قدر ضغط كهربائي (بالإنجليزية: Instant Pot)‏ (بالترجمة الحرفية: قدر آنية أو طنجرة فورية) قدر الضغط الكهربائي يستخدم للطهي السريع وهو قابل للبرمجة ومتعدد الاستخدامات.